# Roman Filipov
Roman Nikolaïevitch Filipov (Роман Николаевич Филипов), né le 13 août 1984 à Voronej et mort le 3 février 2018 à Saraqeb, en Syrie, est un pilote militaire russe distingué post mortem comme héros de la fédération de Russie.

## Biographie
Il a été abattu avec son avion d'attaque au sol Soukhoï Su-25 au-dessus de la Syrie. Après son atterrissage grâce à son siège éjectable, il a continué à avoir des contacts radio avec la base aérienne russe. Lorsque des combattants de la milice Hayat Tahrir al-Cham, filiale d'al-Qaïda, se sont approchés après l'atterrissage, il s'est défendu avec son arme de poing Stechkin APS et a signalé la mort de deux opposants. Au cours de la bataille, il a été grièvement blessé. Pour éviter d'être capturé, il a attendu que les assaillants s'approchent de lui et s'est fait exploser avec une grenade à main qu'il portait.
Le gardemajor Filipov est nommé de façon posthume héros de la fédération de Russie.
Trente mille personnes ont assisté à ses funérailles à Voronej, dans le sud-ouest de la Russie.